# Пелопоннесский союз
Пелопоннесский союз — объединение древнегреческих полисов Пелопоннеса.

## Зарождение союза
Союз оформился раньше Первого Афинского морского союза, он возник в середине VI века до н. э. и создавался постепенно на основе отдельных соглашений между Спартой и другими полисами. Спарта, создавая Пелопоннесский союз, стремилась к лидерству в Греции и рассчитывала на помощь союзников при подавлении восстаний илотов. Другие полисы Пелопоннеса надеялись на военную поддержку Спарты в случае внешней опасности. В случае войны каждый член Союза выставлял 2/3 своей военной силы, но верховное командование принадлежало спартанцам.

## Система и управление внутри союза
Высшим органом Пелопоннесского союза было собрание всех союзников, которое возглавляли спартанские эфоры. Каждый полис, независимо от того, был ли он большим или маленьким, имел один голос на собрании, что позволяло Спарте добиваться принятия необходимых ей решений, противопоставляя мелкие полисы более крупным.

## Территория
Первое время после образования он включал в себя полисы, расположенные на Пелопоннесском полуострове. В начале греко-персидских войн Пелопоннесский союз слился с Всегреческим оборонительным союзом[уточнить] и участвовал в отражении нашествия персов. К середине пятого столетия в состав союза вошли уже почти все полисы Пелопоннесского региона, за исключением враждебного Спарте Аргоса. Кроме Пелопоннесских городов членами союза стали Фивы, Эпидавр, Аркадия, Флиунт, Трезен, Гермиона, Элида а также такие мощные торговые центры, как Мегара, Сикион и Коринф и целый ряд более мелких полисов Фокиды, Дориды и Лефкады (областей в Средней Греции). Подавляющее большинство полисов, входивших в рассматриваемый союз, относилось к аграрным. Для них было характерно слабое развитие ремесла и торговли. Разумеется, большая часть полисов имела олигархическое устройство с консервативной политической программой и архаическими общественными отношениями. Победа Спарты в Пелопоннесской войне (431—404 годы до н. э.) превратила Пелопоннесский союз в общегреческое объединение во главе со Спартой. В 378 году до н. э. союз был реформирован посредством реорганизации в 10 военных округов. После поражения Спарты в войне с Фивами (362 год до н. э.) Пелопоннесский союз распался.